# The World According to Garp (film)
 The World According to Garp is een Amerikaanse dramafilm uit 1982 onder regie van George Roy Hill. Het scenario is gebaseerd op de gelijknamige roman uit 1978 van John Irving. John Lithgow werd genomineerd voor de Oscar voor beste bijrolspeler en Glenn Close voor die voor beste bijrolspeelster.

## Verhaal
Het is 1944 en verpleegster Jenny Fields verpleegt mannen die gewond zijn geraakt in de oorlog. Jenny is alleen en verlangt hevig naar een kind. Ze wil alleen geen man. Haar grote kans komt als er een bommenwerper neerstort. Een van bemanningsleden, Technical Sergeant (TS) Garp, komt bij haar in het hospitaal. De man is zwaargewond en Jenny weet nog zijn laatste zaadlozing op te vangen. Ze wordt nu de moeder van een zoontje dat ze T.S. Garp noemt. Ze voedt Garp alleen op en neemt zelfs een baan op de jongensschool waar Garp naartoe gaat. 
Garp groeit op met de aspiratie om worstelaar en schrijver te worden. Garp is succesvol in beide activiteiten en publiceert al snel zijn eerste roman. Zijn moeder begint ook interesse te krijgen in schrijven en doet onderzoek in het verschijnsel 'mannelijke lust en het effect daarvan op vrouwen'. Ze gaat zelfs zover dat ze met Garp meegaat naar een prostituee voor een interview. Haar ervaringen publiceert ze ook in een boek dat een doorslaand succes wordt in feministische kringen. Niet lang daarna groeit Jenny uit tot een icoon van de feministische beweging. Ze houdt overal lezingen en heeft zelfs een lijfwacht, de transseksueel Roberta.
Ondertussen is Garp getrouwd met Helen, de dochter van zijn worsteltrainer, en heeft twee zoontjes. Garp is weinig ingenomen met zijn moeders bekendheid. Zeker als een groep aanhangers van Jenny zichzelf heeft laten mutileren. De vrouwen hebben hun tong verwijderd en noemen zich de Ellen James Society. Ellen James was een elfjarig slachtoffer van verkrachting dat haar tong kwijtraakte. Garp is bezorgd om zijn moeders leven en praat hiervoor met Roberta, zijn moeders lijfwacht. Roberta deelt zijn zorgen, maar ook zij kan Jenny niet stoppen. Garp schrijft een kritisch boek over de beweging.
Zelf heeft Garp ook zijn problemen. Hij hoort dat zijn vrouw een verhouding heeft met een van haar leerlingen. Als Helen de relatie verbreekt, komt haar minnaar afscheid nemen. Ze zitten in zijn auto op de oprit. Op dat moment komt Garp in de stromende regen thuis. Hij ziet daardoor de auto niet en ramt deze. Hierbij  komt zijn jongste zoontje om. Nadat Garp en Helen weer met elkaar in het reine zijn gekomen, wordt zijn moeder Jenny doodgeschoten door een antifeminist. Haar begrafenis is een strikt feministische aangelegenheid en Garp kan er alleen in vrouwenkleren naartoe. Hij wordt herkend en achtervolgd door feministes.
Op een dag pleegt Pooh Percy, een lid van de Ellen James Society, een moordaanslag op Garp. Stervend wordt Garp afgevoerd in een helikopter, met Helen aan zijn zijde.

## Rolverdeling
| Acteur              | Personage       |
| ------------------- | --------------- |
| Robin Williams      | Garp            |
| Mary Beth Hurt      | Helen Holm      |
| Glenn Close         | Jenny Fields    |
| John Lithgow        | Roberta Muldoon |
| Hume Cronyn         | Mijnheer Fields |
| Jessica Tandy       | Mevrouw Fields  |
| Swoosie Kurtz       | Prostituee      |
| James McCall        | Jonge Garp      |
| Peter Michael Goetz | John Wolfe      |
| George Ede          | Dean Bodger     |
| Mark Soper          | Michael Milton  |
| Nathan Babcock      | Duncan          |
| Ian MacGregor       | Walt            |
| Warren Berlinger    | Stew Percy      |
| Susan Browning      | Midge Percy     |

## Achtergrond
De film is gebaseerd op het gelijknamige boek van John Irving. De boeken van Irving kenmerken zich door hun extreme beelden en situaties. In een ander beroemd boek van Irving, Hotel New Hampshire, krijgt een familie te maken met incest, dood, een beer als huisdier en avonturen op twee continenten. Ook The World According to Garp kenmerkt zich door extreme onderwerpen: feministen die zichzelf mutileren, mannelijke lust als studieonderwerp, overspel met verschrikkelijke gevolgen, transseksualiteit en dood. Irving baseert zich voor het boek op zijn eigen afkomst. Zijn moeder was niet getrouwd toen Irving werd geboren en hij heeft nooit geweten wie zijn biologische vader was. Als kind vroeg hij herhaaldelijk naar zijn vader, maar kreeg nooit antwoord. Later, inmiddels een succesvol schrijver, dreigde hij zijn moeder dat hij alles over zijn biologische vader en over de wijze waarop zij zwanger werd, zou verzinnen. Zijn moeder reageerde laconiek en zei dat hij zijn gang moest gaan. Nadat hij The World According to Garp had geschreven bleek dat zijn vader echt in het leger had gezeten. 

## Productie
De audities voor de film leverden weinig problemen op. Hoewel Jeff Daniels aanvankelijk werd overwogen voor de rol van Garp, was het uiteindelijk Robin Williams die werd uitverkoren. Merkwaardig genoeg was Williams slechts vier jaar jonger dan Glenn Close, die de rol van Jenny Fields, de moeder van Garp, kreeg. Ook Close had weinig concurrentie, hoewel Pat Benatar ook was gevraagd. Benatar had echter voorrang gegeven aan haar zangcarrière. Regisseur George Roy Hill zag Glenn Close in de Broadwayproductie Barnum en maakte zijn rechterhand Marion Dougherty attent op haar. Niet lang daarna kreeg Glenn Close de rol. 
Er zitten een paar edelfiguraties in de film. John Irving, bijvoorbeeld, speelt de rol van een scheidsrechter bij de worstelpartijen, terwijl regisseur George Roy Hill kort te zien is als piloot van het vliegtuig dat neerstort in een huis. Dat huis werd speciaal voor de film gebouwd op het einde van de landingsbaan van Lincoln Park Airport in het stad Lincoln Park (in de buurt van New York).